# الهیات رفاه
الهیات رفاه (انگلیسی: Prosperity theology) (گاهی به عنوان انجیل سلامتی و ثروت،انجیل موفقیت نامیده می‌شود)[A] یک عقیده در الهیات مسیحی در میان برخی مسیحیت کاریزماتیک است که برکت مالی و رفاه جسمانی خواست همیشگی خدا در مسیحیت برای آنهاست و ایمان، گفتار مثبت و کمک به اهداف مذهبی، ثروت مادی فرد را افزایش می‌دهد.